# Wadrilla
Wadrilla est une tribu des îles Loyauté sur l'île d'Ouvéa, elle fait partie du district coutumier de Fayaoué. La mairie d'Ouvéa s'y trouve, ainsi que la bibliothèque municipale, le terrain de sport et la banque.

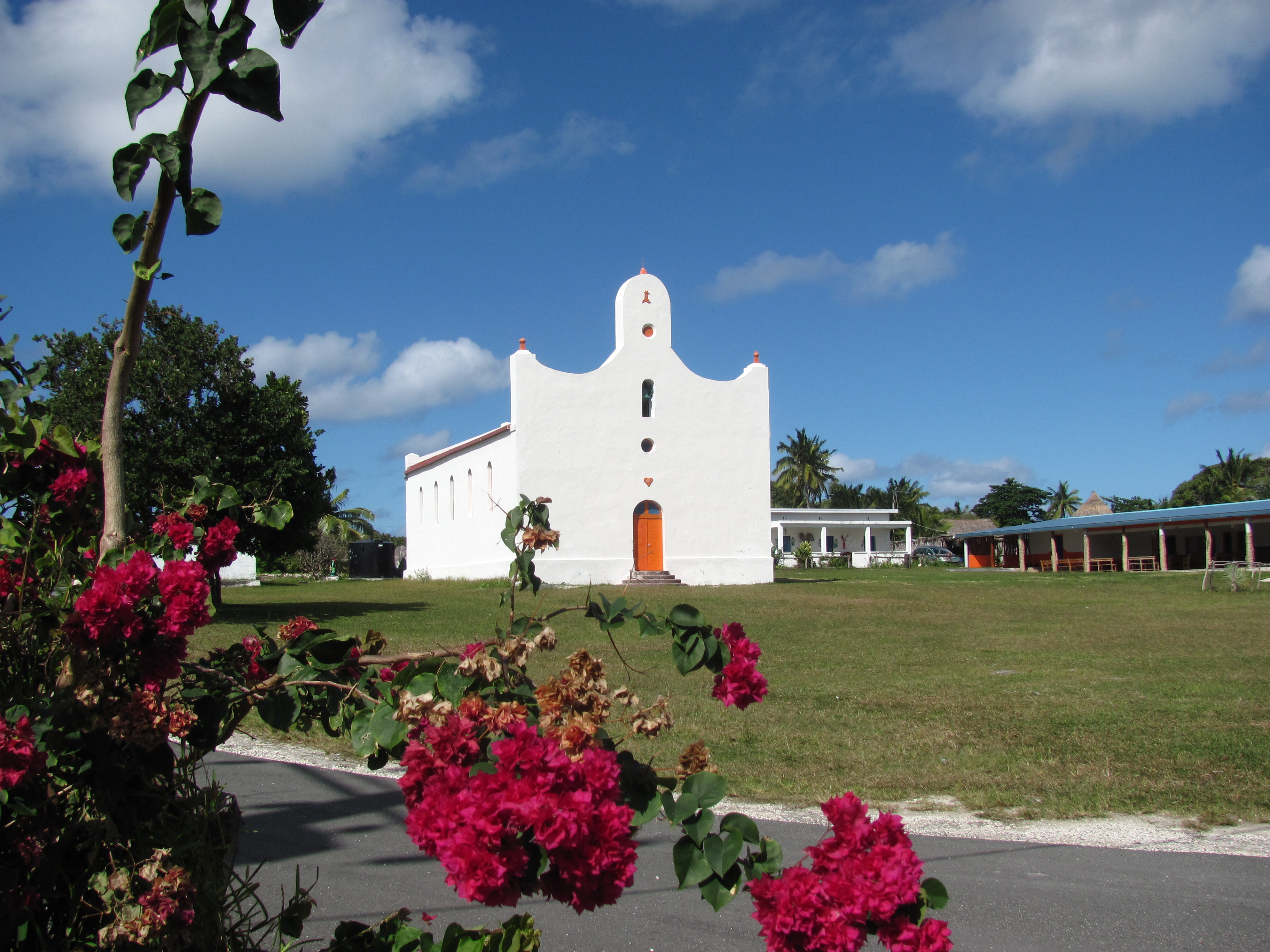
Temple protestant à Wadrilla, Ouvéa

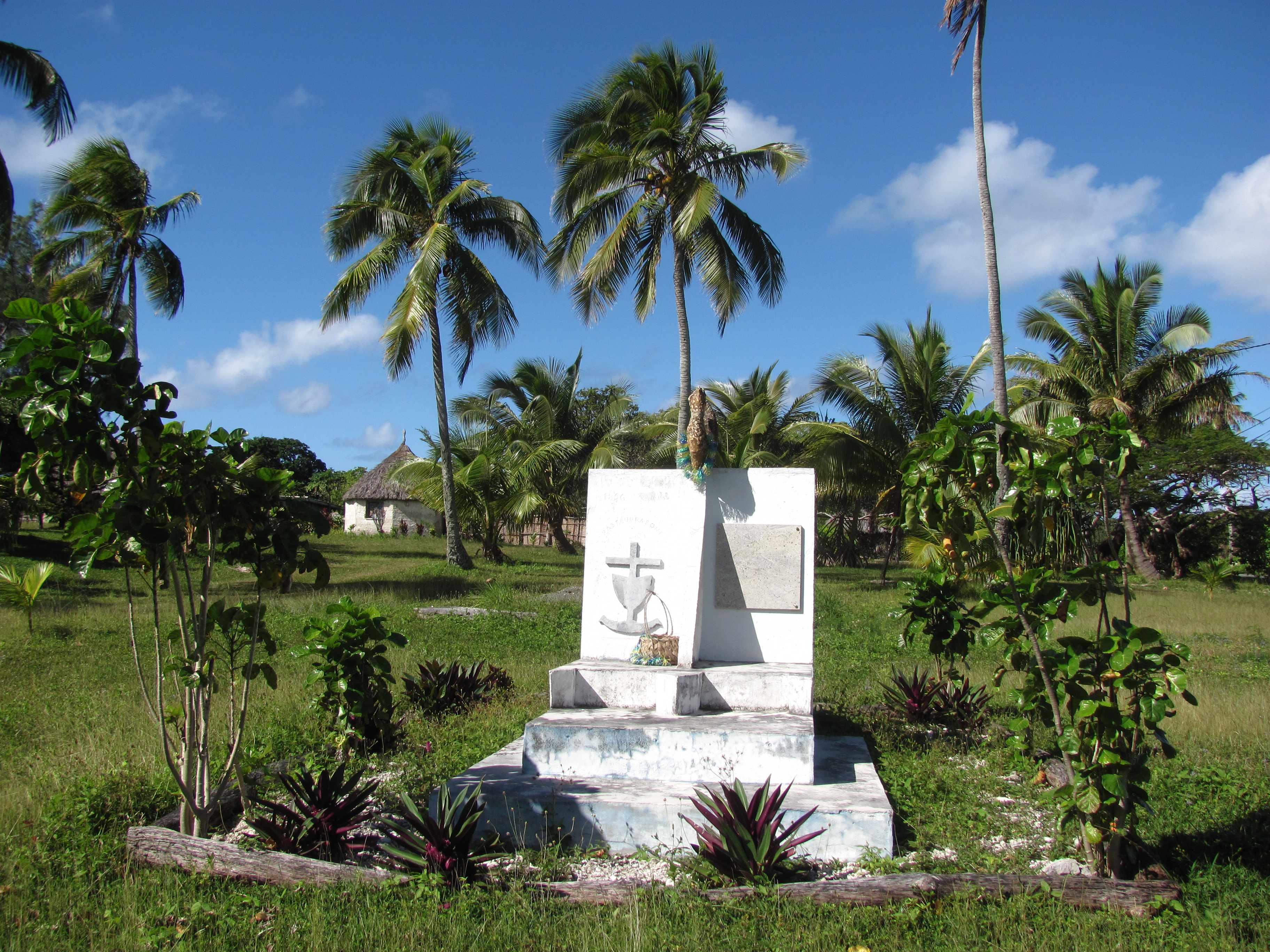
Monument devant l'église

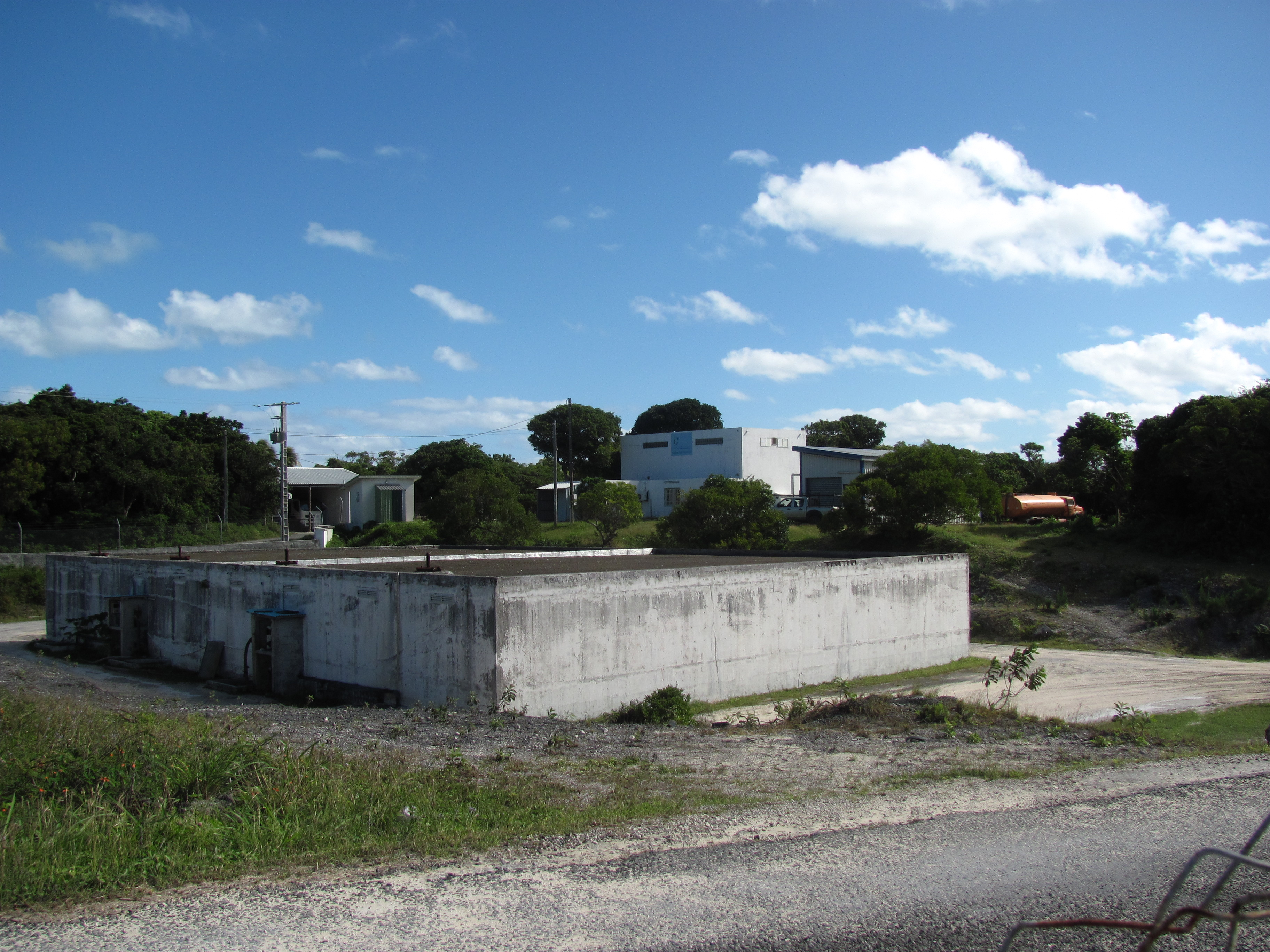
Usine de désalinisation

## Curiosités
Le temple protestant de Wadrilla fut construit en 1887 en pierres de corail. Devant de l'église se trouve un monument commémorant le centenaire de l'arrivée des pasteurs (1856-1956). Au centre du village on peut voir la chefferie et les tombes des dix-neuf Kanak tués à la grotte de Gossanah en 1988.
La distillerie d'huile de coco, la savonnerie d'Ouvéa et le wharf où aborde le bateau de Nouméa se trouvent au nord de Wadrilla. L'usine de désalinisation de l'eau de mer, construite en 1994 entre Wadrilla et le wharf, produit 400 000 litres d'eau douce chaque jour.